# Russische Kirche Sweti Nikolaj

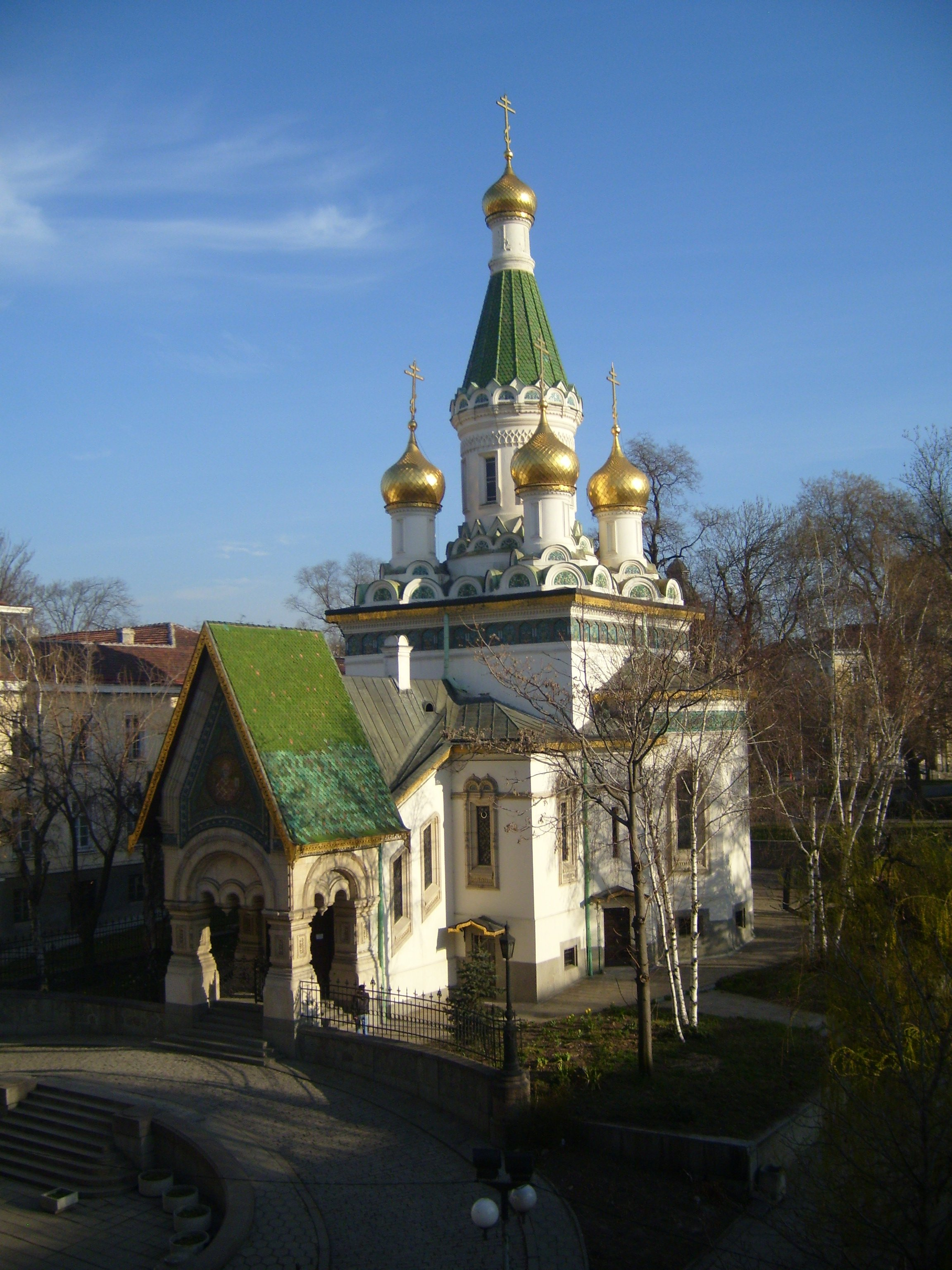
Die Russische Kirche Sw. Nikolaj in Sofia wurde 1914 gebaut.

Die Russische Kirche Sweti Nikolaj (bulgarisch църква „Свети Николай Чудотворец“ zarkwa „Sweti Nikolaj Tschudotworez“, kurz bulgarisch Руска църква Ruska zarkwa; russisch Церковь святителя Николая Чудотворца Zerkow swjatitelja Nikolaja Tschudotworza) ist eine russisch-orthodoxe Kirche im Zentrum von Sofia in Bulgarien.

## Geschichte und Architektur
Die Kirche wurde von 1907 bis zur Weihe 1914 am heutigen Zar-Oswoboditel-Boulevard an dem Platz gebaut, an dem sich vorher die 1882 nach dem Russisch-Osmanischen Krieg (1877–1878) und der Befreiung von Bulgarien aus dem Osmanischen Reich zerstörte Saray-Moschee befunden hatte. Sie wurde als offizielle Kirche der Russischen Botschaft, die sich nebenan befand, und der russischen Bevölkerung in Sofia errichtet. Benannt wurde sie nach Nikolaus von Myra, dem Schutzheiligen von Nikolaus II., der zu der Zeit als Zar Russland regierte. Als Erzbischof wurde 1914 der russische Priester Seraphim Sobolew eingesetzt.
Die Kirche wurde von dem russischen Architekten Michail Preobraschenski im russischen Stil entworfen, inspiriert durch russische Kirchenbauten aus dem 17. Jahrhundert. Den Bau und die Überwachung übernahm der Architekt Alexander Smirnow, der auch die Alexander-Newski-Kathedrale in Sofia baute. Die Außengestaltung mit zahlreichen farbigen Teilen übernahm G. Kislichev, die Innenraumbemalungen wurden von einem Künstlerteam unter der Leitung von Wassili Perminow durchgeführt, der auch in der Alexander-Newski-Kathedrale arbeitete. Die fünf Kuppeln der Türme wurden mit Blattgold bedeckt, die Glocken wurden von Nikolaus II. gespendet.

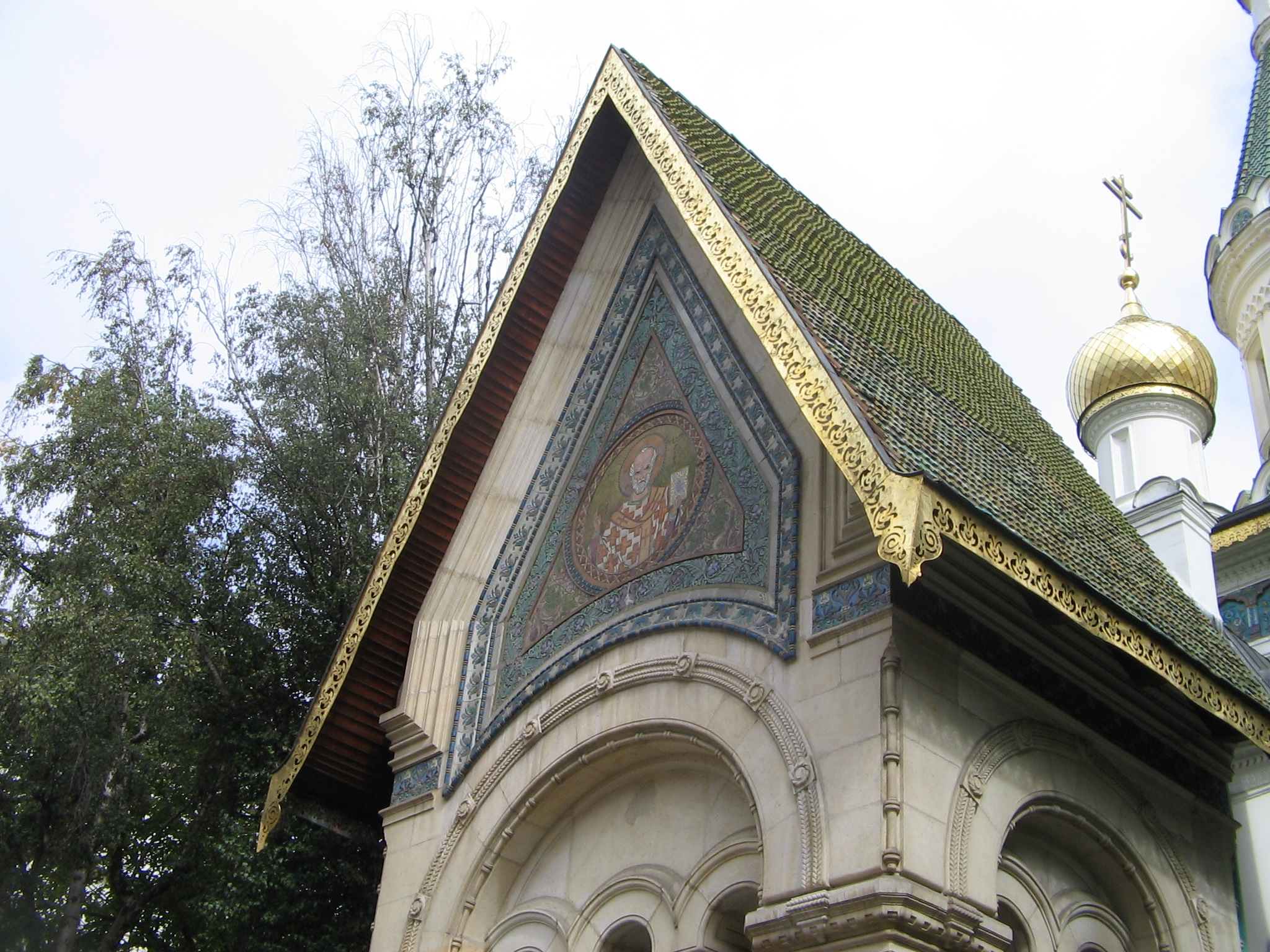
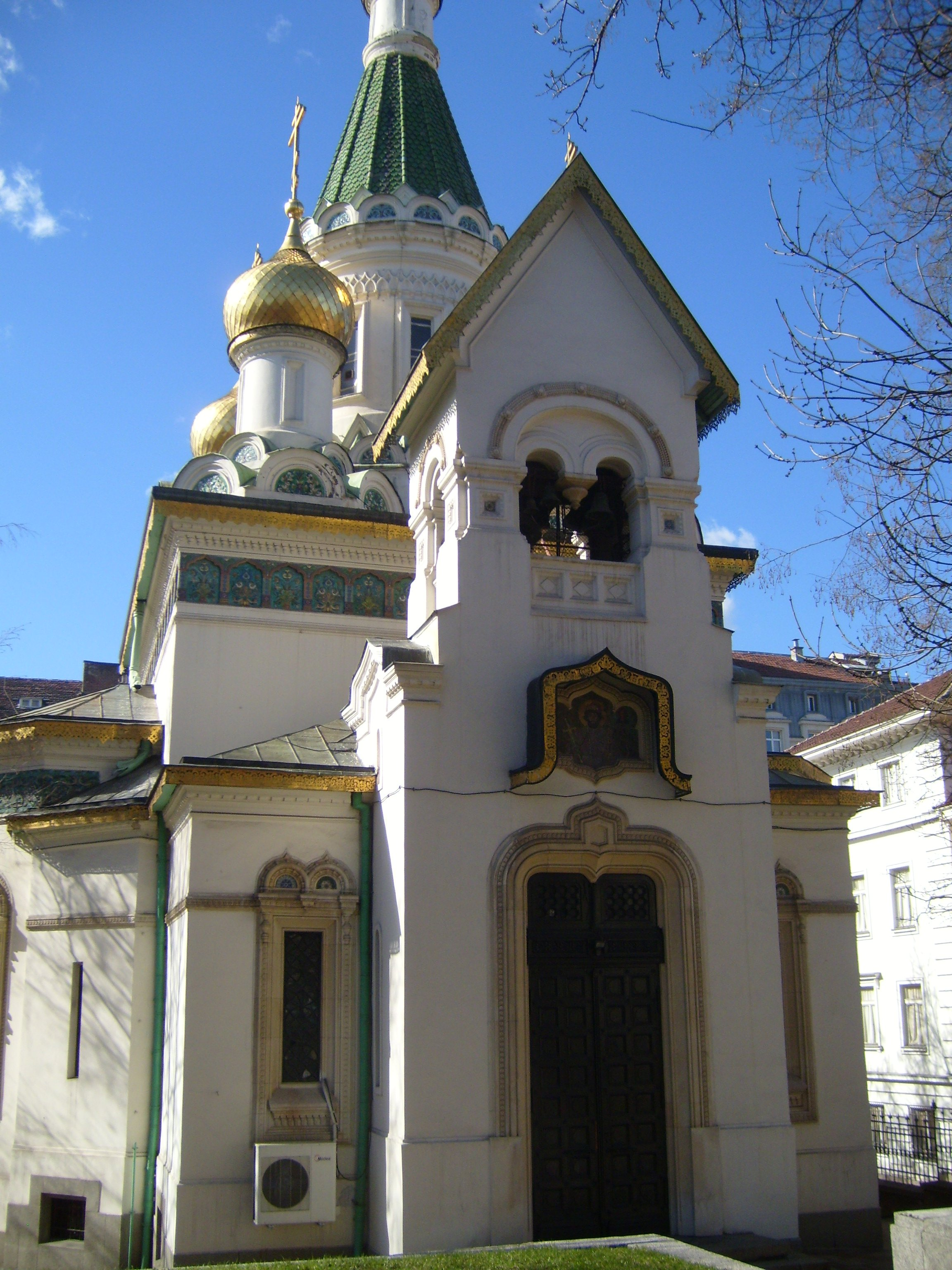
Glockenturm und Nordfassade
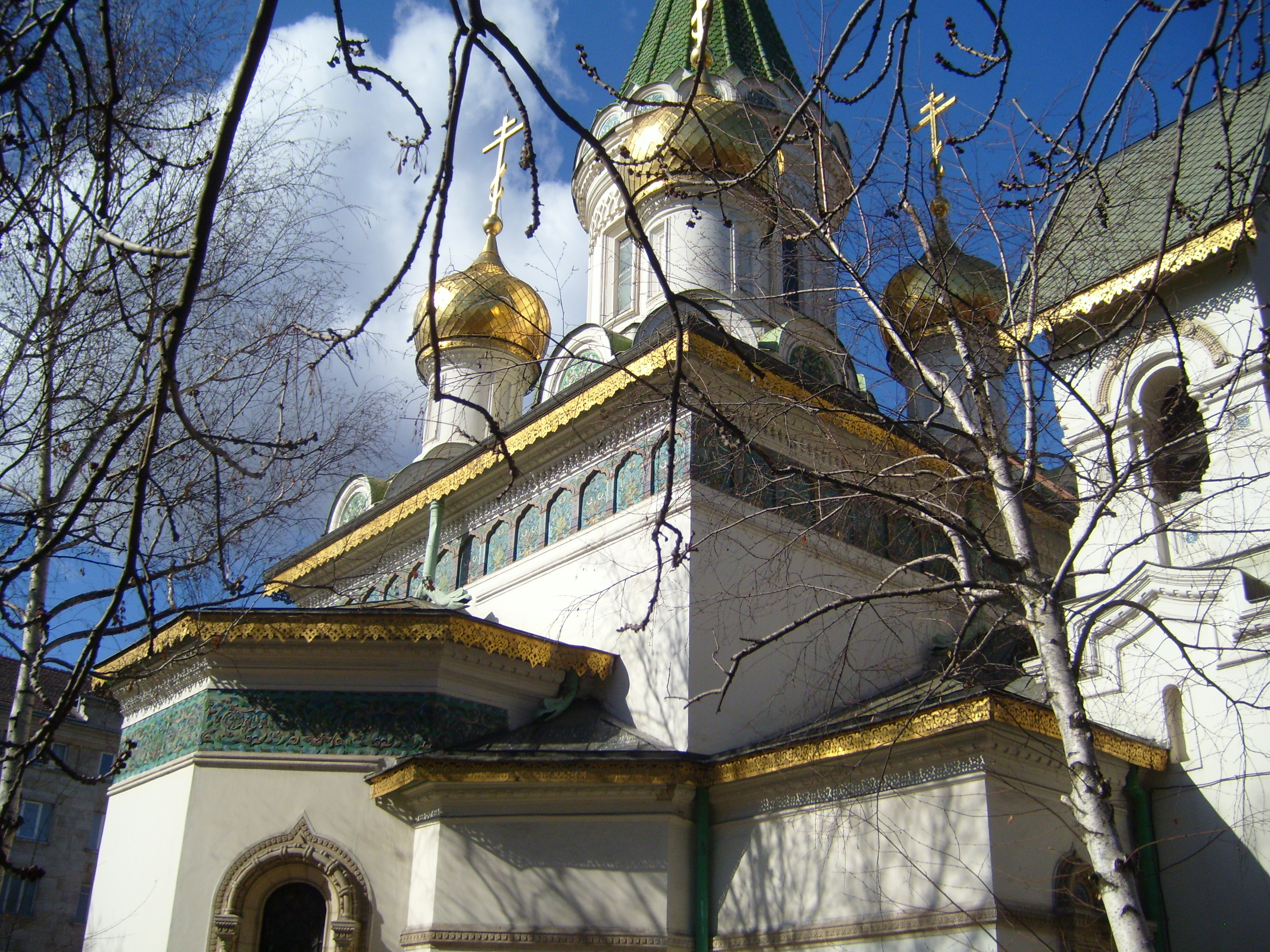
Dekoration der Ostfassade
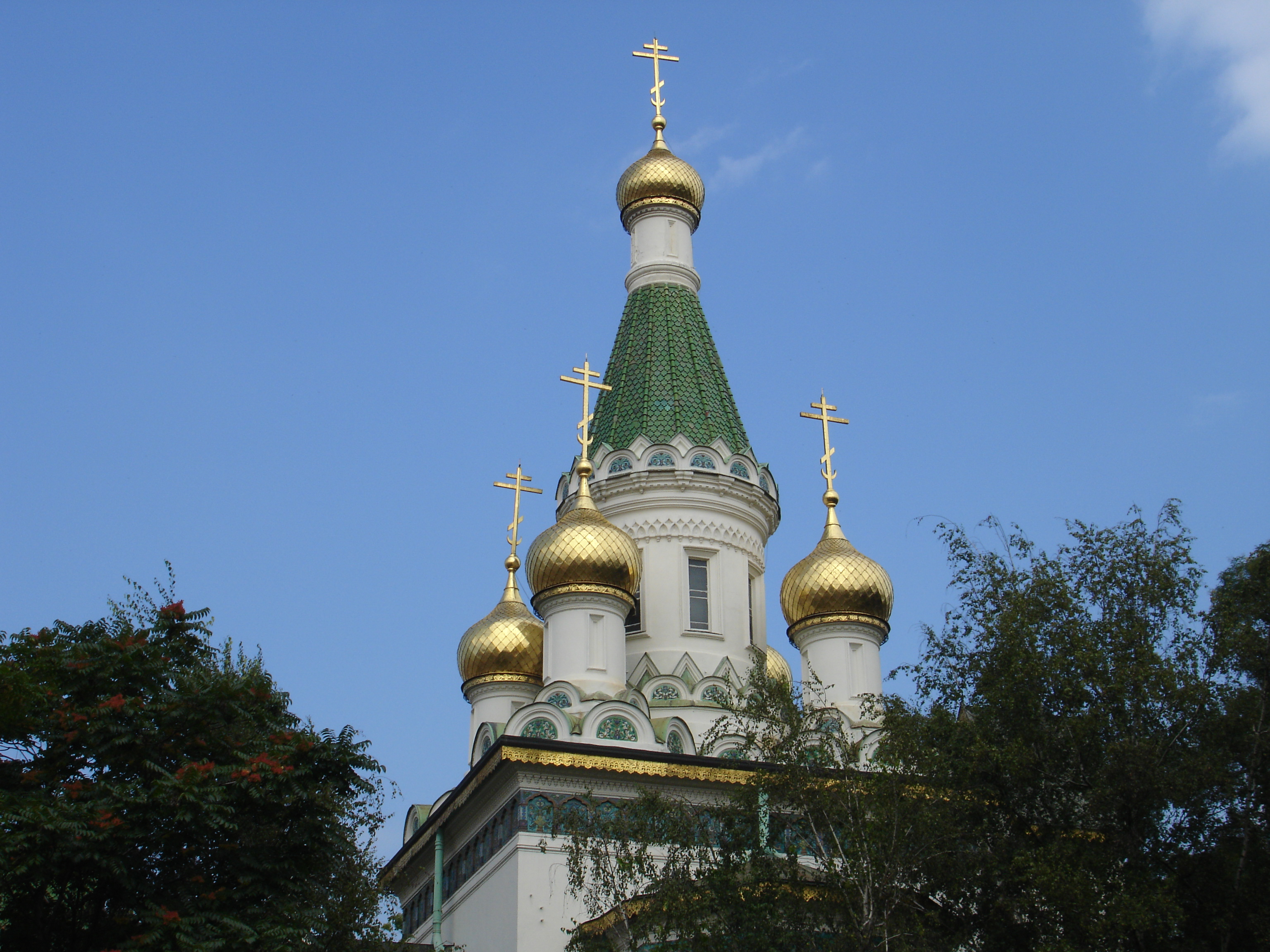

Auch nach der Oktoberrevolution 1917 in Russland und während der sozialistischen Zeit der Volksrepublik Bulgarien von 1944 bis 1989 war die Kirche geöffnet und stand Priestern und Gläubigen offen, diese standen jedoch unter besonderer Beobachtung der Staatspolizei. 1947 wurde sie an die Diözese des Moskauer Patriarchats übergeben, von der sie bis heute verwaltet wird. Nach 1989 wurden die Außenfassaden durch die russische Regierung restauriert, die Innenbemalungen sind dagegen aufgrund des Kerzenrauches im Innenraum und die Zeit stark verdunkelt und restaurierungsbedürftig. Die Krypta mit den Überresten des 1950 verstorbenen und 2016 von der bulgarisch-orthodoxen und der russisch-orthodoxen Kirche heiliggesprochenen Erzbischofs Seraphim Sobolew befindet sich nahe dem Hauptgang der Kirche.